# Marsdenia mollis
Marsdenia mollis är en oleanderväxtart som beskrevs av Rudolf Schlechter. Marsdenia mollis ingår i släktet Marsdenia och familjen oleanderväxter. Inga underarter finns listade i Catalogue of Life.